# Aclis verrilli
Aclis verrilli är en snäckart som beskrevs av Bartsch 1911. Aclis verrilli ingår i släktet Aclis och familjen Aclididae. Inga underarter finns listade i Catalogue of Life.